# 安杰拉·乔治乌
安杰拉·乔治乌（羅馬尼亞語：Angela Gheorghiu；婚前姓布爾拉庫（Burlacu）；1965年9月7日—），羅馬尼亞女高音歌剧演唱家。乔治乌以擅長演繹威爾第和普契尼的作品而著名於世，而其演繹寫實主義歌劇和法語歌劇亦廣受好評。另外乔治乌也致力推廣故鄉羅馬尼亞的音樂，偶有錄製羅馬尼亞的民歌和東正教的宗教音樂作品。1996至2013年間，她與男高音羅伯托·阿藍尼亞結婚。

## 生平
乔治乌出生於羅馬尼亞阿德茹德的火車司機家庭。自幼和妹妹伊蓮娜·丹（Elena Dan）一起演唱歌劇選段14歲時，乔治乌進入布加勒斯特音樂學院，師從米亞·巴布（Mia Barbu）學習聲樂
1990年，乔治乌自音樂學院畢業，由於齐奥塞斯库政權已被推翻，所以，乔治乌得以立即踏足歐洲歌劇界。乔治乌首次以專業唱家身分於1990年在羅馬尼亞克卢日登台，主演普契尼的《波希米亚人》中的咪咪。同年她贏得了貝夫得爾國際歌劇大賽的第三名。
1992年，乔治乌在故國之外登台，在倫敦皇家歌劇院演唱《唐·喬望尼》中的澤林娜。而在维也纳国立歌剧院首演的是多尼采蒂的《愛情靈藥》中的阿迪娜，而在纽约大都會歌劇院首演的則是普契尼的《波希米亚人》中咪咪。1994年，獲指揮家乔治·索尔蒂選為倫敦皇家歌劇院新版《茶花女》的主角薇奧列塔而一鳴驚人。
乔治乌過往只專演幾個角色：《茶花女》的薇奧列塔、《波希米亚人》的咪咪、《愛情靈藥》的阿迪娜、《燕子》的馬格達、《羅密歐和茱麗葉》的茱麗葉。2003年，她首次主演了雷翁卡瓦洛《丑角》和古諾的《浮士德》。乔治乌的音域寬廣，能唱音色灰暗的角色，也能唱莊嚴女高音的角色，她曾為EMI錄製《托斯卡》和《遊唱詩人》，並在2006年在皇家歌劇院首次出演《托斯卡》。

## 備註及參考資料來源
1. ↑  John Warrack and Ewan West, 'Gheorghiu, Angela', The Concise Oxford Dictionary of Opera, Oxford University Press, 1996; Nicolas Slonimsky and Laura Diane Kuhn , Baker's Biographical Dictionary of Musicians, Gale Group, 2001, p.1264; David M. Cummings, 'Gheorghiu, Angela' （页面存档备份，存于）, International Who's Who in Classical Music, Routledge, 2003, p.274
2. ↑  .   [2008-08-30]. （原始内容存档于2016-03-03）.
3. ↑  .   [2008-08-30]. （原始内容存档于2008-04-18）.
4. ↑   (PDF).   [2008-08-30]. （原始内容 (PDF)存档于2008-08-28）.
5. ↑  .   [2008-08-30]. （原始内容存档于2012-09-05）.

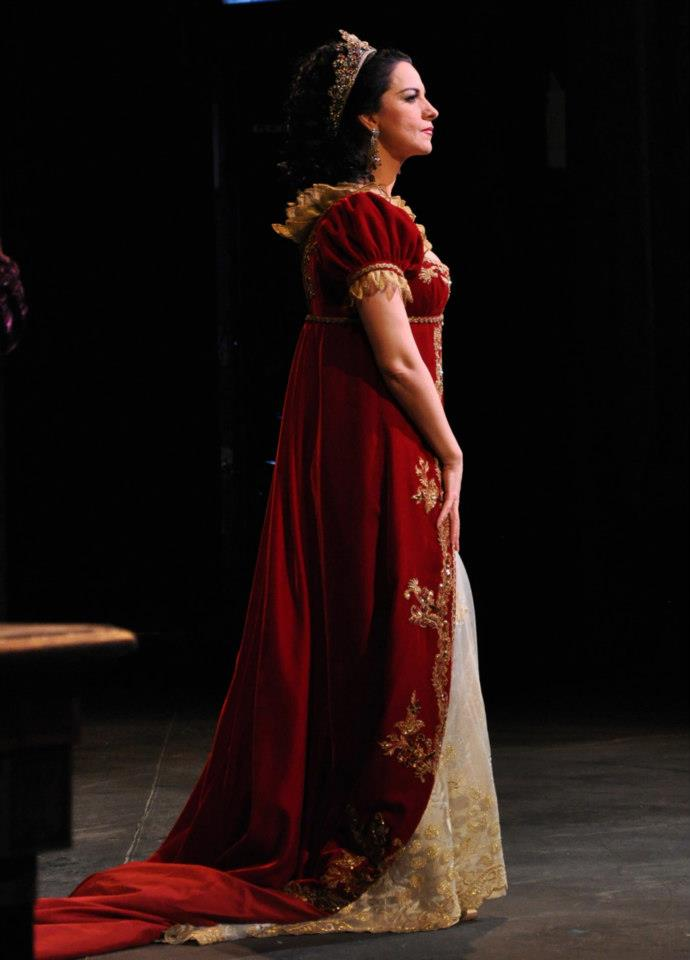
乔治乌饰演托斯卡，2012年

6. ↑  Crory, Neil (2005) "Recommended CD Recordings: Puccini: Angela Gheorghiu" Opera Canada 46(2): p.47

- Warrack, J. & West, E. (1996). The Concise Oxford Dictionary of Opera - 3rd Edition. New York, NY: Oxford University Press. Page 192. ISBN 0-19-280028-0.
- Kennedy M.(2004). The Concise Oxford Dictionary of Music - 4th Edition. New York, NY: Oxford University Press. Page 284. ISBN 0-19-860884-5.